# Мюррей, Джеймс (актёр)
Джеймс Мюррей (англ. James Murray; род. 22 января 1975, Манчестер, Англия) — английский актёр.

## Биография
Джеймс Мюррей родился и провел все своё детство в Манчестере. Его прадедом был Ричард Холлинс Мюррей (Richard Hollins Murray), который в 1927 году изобрёл световую линзу.
Первая роль, принесшая актеру популярность, была в мыльной опере телевизионного канала ITV1’s «Улица Коронации». Далее он снялся в таких телесериалах как «Roger-Roger» (1999), «Северный квартал» (2000), «Дети других людей» (2000), а также в телефильмах «Сыновья и любовники» (2003), «Под деревом зеленым» (2005) и «Вся королевская рать» (1999). В 2003 году получил постоянную роль в телесериале «20 Things to Do Before You’re 30», а в 2005 в телесериале «Cutting It».
В 2007 и 2008 году снялся в научно-фантастическом телесериале «Портал юрского периода» в роли Стивена Харта. В 2008 году получил главную роль Фрэнка Дэвиса в фильме «Оно живет». С ноября 2010 по апрель 2011 года снимался в телесериале «Хаос» в роли Билли Коллинза. В 2012 году появился в популярном на BBC телесериале «Новые уловки». В 2013 году Джеймс появился во втором сезоне сериала «Смерть в раю». В том же году появился в 16 сезоне телесериала «Убийства в Мидсомере» в роли Олли Тэбори.
В 2014 году появился в телесериале «Вызов» в роли нового мэра «Непокорного», в 2016 — в телесериале «Подозреваемые».

## Личная жизнь
15 декабря 2007 года Мюррей сделал предложение Саре Пэриш, партнерше по телесериалу «Cutting It», с которой встречался 2 года до их свадьбы. 18 января 2008 года было объявлено, что Сара ждет ребенка. Их дочь родилась на 5 недель раньше срока в мае 2008 и умерла в январе 2009 года из-за врожденного порока сердца. В октябре 2009 года стало известно, что Сара ждет еще одного ребенка. Их дочь Нелл родилась 21 ноября 2009 года.

## Фильмография
| Год       |    | Русское название             | Оригинальное название                      | Роль                |
| --------- | -- | ---------------------------- | ------------------------------------------ | ------------------- |
| 1979      | с  | Оттенки темноты              | Shoestring                                 | Чарли               |
| 1995      | с  |                              | Doctor Finlay                              | Гордон              |
| 1998      | с  | Улица коронации              | Coronation Street                          | Сэнди Хантер        |
| 1999      | с  |                              | Roger Roger                                | садовник Джейсон    |
| 1999      | тф | Вся королевская рать         | All the King's Men                         | Уилл Нидхэм         |
| 2000      | с  | Максимум практики            | Peak Practice                              | Маркус Джонсон      |
| 2000      | ф  | Кевин и Перри уделывают всех | Kevin & Perry Go Large                     | Candice's Adonis    |
| 2000      | с  | Дети других людей            | Other People's Children                    | Лукас               |
| 2000      | с  | Северный квартал             | North Square                               | Джонни              |
| 2001      | ф  |                              | Phoenix Blue                               | Рик                 |
| 2002      | ф  |                              | Nailing Vienna                             | Питер               |
| 2002      | с  | Конец рабочего дня           | Clocking Off                               | Марк Тэлбот         |
| 2002      | с  |                              | Always and Everyone                        | доктор Дэнни Бартон |
| 2003      | тф | Сыновья и любовники          | Sons and Lovers                            | Уильям Морел        |
| 2003      | с  |                              | 20 Thing's to Do Before You're 30          | Глен                |
| 2003      | с  | Кин Эдди                     | Keen Eddie                                 | Колин Кинни         |
| 2004—2005 | с  |                              | Cutting It                                 | Лиам Кэрни          |
| 2005      | тф | Под деревом зеленым          | Under the Greenwood Tree                   | Дик Дьюи            |
| 2006      | с  | Мисс Марпл Агаты Кристи      | Agatha Christie's Marple                   | Чарльз Бёрнаби      |
| 2006      | с  | Расследования авиакатастроф  | Mayday                                     | стюард              |
| 2007—2008 | с  | Портал юрского периода       | Primeval                                   | Стивен Харт         |
| 2008      | ф  | Оно живет                    | It's Alive                                 | Фрэнк Дэвис         |
| 2009      | с  | Крод Мандун и Огненный меч   | Kröd Mändoon and the Flaming Sword of Fire | Ральф               |
| 2011      | с  | Хаос                         | CHAOS                                      | Билли Коллинз       |
| 2012      | с  | Быть человеком               | Being Human                                | советник #1         |
| 2012      | тф | Красивые люди                | Beautiful People                           | Грегори             |
| 2012      | с  | Новые уловки                 | New Tricks                                 | Люк Освальд         |
| 2013      | с  | Смерть в раю                 | Death in Paradise                          | Ронни Стюарт        |
| 2013      | с  | Убийства в Мидсомере         | Midsomer Murders                           | Олли Табори         |
| 2014—2015 | с  | Вызов                        | Defiance                                   | Найлс Поттингер     |
| 2015      | с  | Банан                        | Banana                                     |                     |
| 2015      | с  | Огурец                       | Cucumber                                   | Дэниэл Колтрэн      |
| 2016      | с  | Подозреваемые                | Suspects                                   | Дэниэл Драммонд     |
| 2016      | с  |                              | Him                                        | Эдвард              |